# Porosidad del suelo

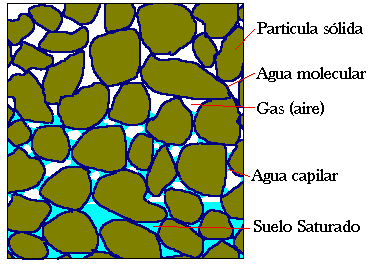
Agua en el suelo

Como consecuencia de la textura y estructura del suelo tenemos su porosidad, es decir su sistema de espacios vacíos o poros. 
Los poros en el suelo se distinguen en: macroscópicos y microscópicos.
Los primeros son  notables dimensiones, y están generalmente llenos de aire, en efecto, el agua los atraviesa rápidamente, impulsada por la fuerza de la gravedad. Los segundos en cambio están ocupados en gran parte por agua retenida por las fuerzas capilares.
Los terrenos arenosos son ricos en macroporos, permitiendo un rápido pasaje del agua, pero tienen una muy baja capacidad de retener el agua, mientras que los suelos arcillosos son ricos en microporos, y pueden manifestar una escasa aeración, pero tienen una elevada capacidad de retención del agua.

## Cálculo de la porosidad
La porosidad puede ser expresada con la relación;
{\displaystyle P={\frac {Ve}{V}}}
Donde:
- P = porosidad
- Ve = volumen de espacios vacíos, comprendiendo los que están ocupados por gases o líquidos;
- V = volumen total de la muestra, comprendiendo sólidos, líquidos y gases.

La porosidad puede ser determinada por la fórmula:
{\displaystyle \ P={\frac {S-Sa}{S}}*100}
Donde:
- P = porosidad en porcentaje del volumen total de la muestra;
- S = densidad real del suelo.
- Sa = densidad aparente del suelo;

En líneas generales la porosidad varía dentro de los siguientes límites:
- Suelos ligeros: 30 – 45 %
- Suelos medios: 45 – 55 %
- Suelos pesados: 50 – 65 %
- Suelos turbosos: 75 – 90 %

.

## Porosidad efectiva
Porosidad efectiva se define como el porcentaje de los poros que están conectados entre sí. Este parámetro se relaciona con el agua que drena gravitacionalmente o bajo la influencia de una fuerza centrífuga.